# شريف كناعنة
شريف كناعنة (1935-) هوأكاديمي ومؤرخ وباحث فلسطيني في التراث العلوم الإنسانية. درس في الجامعات الأمريكية ونال شهادة الدكتوراه في تخصص علم الإنسان من جامعة هاواي University of Hawaii في هونولولوعام 1975، أصدر كتباً ودراسات في العلوم الإنسانية والثقافة الفلسطينية والتراث الشعبي العالمي والعربي الذي يستحوذ على اهتمامه منذ عام 1971. يعيش في مدينة رام الله، وفي 31 مايو 2023، منحه الرئيس الفلسطيني محمود عباس وسام الثقافة والعلوم والفنون من درجة الإبداع.

## حياته
وُلد شريف عبد القادر كناعنة في عرابة البطوف، الجليل المحتل درس الابتدائية حتى الثانوية في فلسطين ثم إنتقل إلى الولايات المتحدة الأمريكية وحصل على شهادة البكالوريوس في الإقتصاد وعلم النفس من جامعة يانكستون  في الولايات المتحدة عام 1965، ودرجة الماجستير في علم الإنسان من جامعة هاواي في هونولولو، ودرجة الدكتوراه في التخصص نفسه من الجامعة نفسها عام 1975.
اهتم كناعنة بالتراث الفلسطيني وبحفظ الرواية الشعبية وبالهوية والتحولات التي تطرأ عليها وفي الذاكرة الجماعية والفلكلورية، بادرعام 1977 لمشروع دراسة القرى التي دمرت عام 1948، وقد أشرف هلى إصدار ستة عشر دراسة عن ستة عشر قرية، وبدأ العمل على مشروع الحكاية الشعبية الفلسطينية عام  1978 وأصدر كتابه الشهير قول يا طير، وقد نتج عن هذا الجهد إعتراف اليونسكو عام 2005 بالقصة الشعبية الفلسطينية بإعتبارها أحد روائع التراث الإنساني غير المادي للحفاظ عليها.

## مناصب شغلها
شغل الدكتور كناعنة عدة مناصب منها:
- عمل مدرساً في مدرسة طوبة الزنغرية في الداخل المحتل.
- عمل أستاذاً في علم النفس في كلية هاواي المجتمعية بين عامي (1967-1969).
- استاذاً في جامعة هاواي بين عامي (1971-1972).
- أستاذاً مساعداً في علم النفس في جامعة وسكنسون في الولايات المتحدة الأمريكية بين عامي (1972-1975).
- أستاذاً مساعداً في دائرة التربية وعلم النفس في جامعة بيرزيت بين عامي (1975- 1976).
- ترأس دائرة علم الاجتماع والإنسان في الجامعة بيرزيت، بين عامي (1976-1981).
- عمل أستاذاً مشاركاً في جامعة النجاح، وعميداً لكلية الآداب في جامعة النجاح بين عامي (1981-1983).
- رئيس جامعة النجاح الوطنية بين عامي (1983-1985).
- مديراً لمركز الأبحاث في جامعة بيرزيت بين عامي (1985-1989).
- أستاذاً مشاركاً في دائرة علم الاجتماع والانسان في جامعة بيرزيت.
- مديراً لمركز دراسات التراث والمجتمع في جمعية إنعاش الأسرة لعدة سنوات.

## مؤلفاته
صدر له عدد من الكتب والدراسات والأبحاث:
- بالإنجليزية: Speak, Bird, Speak Again: Palestinian Arab Folktales (1989).
- الدار دار أبونا (1999).
- الشتات الفلسطيني: هجرة أم تهجير (2000).
- القملة (قصة من الحكايات الشعبية) (2006).
- قصص من التراث الشعبي الفلسطيني (2008).
- قول يا طير: حكايات للأطفال من التراث الشعبي الفلسطيني (كتاب أطفال) (2010).
- العنف والعدوانية الصهيونية –الإسرائيلية: مظاهرها، أسبابها، جذورها (2011).
- ليش الشتوح طلق عزيزة؟ دراسة في النكت السياسية والأساطير والإشاعات (مشترك، 2008).
- القرى والبلدات الفلسطينية المدمرة 1948 (مشترك، ط2، ثلاثة أجزاء، 2022).